# Henry Wood
Henry Wood, född 3 mars 1869 i London, död 19 augusti 1944 i Hitchin, Hertfordshire, var en brittisk (engelsk) dirigent. Wood skapade 1895 de berömda Promenade Concerts, promenadkonserterna, som spred och populariserade konstmusiken och speciellt den brittiska. Efter hans död började konserterna kallas Henry Wood Promenade Concerts, numera BBC Proms. Henry Wood adlades 1911 för sin kulturella gärning.